# Quercus multinervis
Quercus multinervis (W.C.Cheng & T.Hong) Govaerts – gatunek roślin z rodziny bukowatych (Fagaceae Dumort.). Występuje naturalnie w Chinach – w prowincjach Anhui (na południu), Fujian, Hubei (w zachodniej części), Hunan, Jiangxi, Shaanxi i Syczuan (na wschodzie), a także w północno-wschodniej części regionu autonomicznego Kuangsi.

## Morfologia
PokrójZimozielone drzewo dorastające do 12 m wysokości.
LiścieBlaszka liściowa ma kształt od eliptycznie podługowatego do eliptycznie lancetowatego. Mierzy 7,5–15,5 cm długości oraz 2,5–5,5 cm szerokości, jest piłkowana przy wierzchołku, ma nasadę od klinowej do zaokrąglonej i spiczasty wierzchołek. Ogonek liściowy jest nagi i ma 10–27 mm długości.
OwoceOrzechy o podługowato jajowatym kształcie, dorastają do 18 mm długości i 10 mm średnicy. Osadzone są pojedynczo w kubkowatych miseczkach do połowy ich długości. Same miseczki mierzą 10–15 mm średnicy.

## Biologia i ekologia
Rośnie w lasach, na wysokości od 1000 do 2000 m n.p.m. Owoce dojrzewają od października do listopada.